# Тайшет
Тайше́т — город в России, административный центр Тайшетского района Иркутской области.
Население города — 34 491 (2021) человек
Город расположен в западной части Иркутской области, в 680 км от областного центра — Иркутска и в 320 км от центра соседнего региона — Красноярска. Площадь города — 7572 га. Крупный железнодорожный узел.

## Этимология
Название посёлок при железнодорожной станции получил по расположению на реке Тайшетке (правый приток Бирюсы). Название реки, в свою очередь, происходит из коттского языка, близкого современному кетскому: та «холодный», шет «река».

## История
Тайшет возник в 1897 году в связи со строительством Транссибирской железнодорожной магистрали, как пристанционный посёлок Тайшет Алзамайской волости Нижнеудинского уезда Иркутской губернии. В 1898 году было 382 двора, 1492 жителя обоего поля (749 мужского пола и 743 женского пола), 105 детей школьного возраста. В 1903 году в Тайшете было построено паровозное депо. В 1906 году Тайшет стал селом.
С 1 июля 1910 года — административный центр Тайшетской волости Нижнеудинского уезда Иркутской губернии.
27 июля 1922 года Нижнеудинский уезд был переименован в Тулунский уезд.
С марта 1924 года Тайшетская волость входила в состав Канского уезда Енисейской губернии.
Постановлением ВЦИК от 25 мая 1925 года вновь образованный Тайшетский район вошёл в Канский округ Сибирского края. 30 июля 1930 года район вошёл в Восточно-Сибирский край, с 5 декабря 1936 года — в Восточно-Сибирскую область, а с 15 января 1938 года — в Иркутскую область.
В 1937 году получил статус рабочего посёлка, статус города районного подчинения — 2 марта 1938 года. В период 1930-50-х годов Тайшет был центром двух частей ГУЛАГа — Южлага и Озерлага. На базе Южлага впоследствии возникла строительная организация «Ангарстрой».
Город стал начальной точкой БАМа. В строительстве железной дороги Тайшет — Братск принимали участие японские военнопленные (солдаты разгромленной Квантунской армии), а также немецкие военнопленные (были репатриированы на родину после визита в 1955 году в СССР канцлера ФРГ Конрада Аденауэра).
1 февраля 1963 года отнесён к числу городов областного подчинения.
С 2005 года с введением в силу 131-го Федерального закона МО «Город Тайшет» преобразовано в Тайшетское городское поселение и переподчинено Тайшетскому району.

## Физико-географическая характеристика
Территория города находится в пределах Тайшетской предгорной равнины между притоками реки Бирюсы — Тайшетки и Акульшетки.
Почвы — тяжёлый суглинок, выщелочный чернозём. Вблизи города встречаются глина, суглинки, песчано-гравийные смеси, известняки.
Климат резко континентальный. Средняя температура июля составляет +17...+20 °C, среднеянварская — −28...−30 °C. Среднегодовое количество осадков — 484,1 мм. Относительная влажность воздуха — 72,1 %.
| Показатель                           | Янв.  | Фев.  | Март  | Апр.  | Май   | Июнь | Июль | Авг. | Сен. | Окт. | Нояб. | Дек.  | Год   |
| ------------------------------------ | ----- | ----- | ----- | ----- | ----- | ---- | ---- | ---- | ---- | ---- | ----- | ----- | ----- |
| Абсолютный максимум, °C              | 7,0   | 10,0  | 18,9  | 27,8  | 33,6  | 37,2 | 36,3 | 35,7 | 32,3 | 24,6 | 13,3  | 8,3   | 37,2  |
| Средний суточный максимум, °C        | −14,2 | −10,7 | −2,1  | 6,3   | 15,1  | 21,9 | 24,2 | 21,1 | 14,1 | 4,9  | −5,4  | −12,5 | 5,3   |
| Средняя температура, °C              | −18,6 | −15,9 | −7,6  | 1,3   | 9,4   | 16,0 | 18,5 | 15,2 | 8,4  | 0,3  | −9,2  | −16,4 | 0,2   |
| Средний суточный минимум, °C         | −24,3 | −22,6 | −14,8 | −4,4  | 2,1   | 8,3  | 11,5 | 8,5  | 2,4  | −4,5 | −14,4 | −21,9 | −6,1  |
| Абсолютный минимум, °C               | −47,2 | −47,8 | −42,2 | −25,5 | −10,3 | −2,8 | 0,0  | −3   | −10  | −33  | −42,2 | −47   | −47,8 |
| Норма осадков, мм                    | 29    | 22    | 22    | 37    | 60    | 46   | 56   | 71   | 43   | 46   | 30    | 24    | 484   |
| Источник: Архив климатических данных |       |       |       |       |       |      |      |      |      |      |       |       |       |

## Население
| 1898    | 1939    | 1959    | 1967    | 1970    | 1979    | 1989    | 1992    | 1996    |
| ------- | ------- | ------- | ------- | ------- | ------- | ------- | ------- | ------- |
| 1492    | ↗11 700 | ↗33 499 | ↘33 000 | ↗34 232 | ↗38 249 | ↗42 391 | ↗43 000 | →43 000 |
| 1998    | 2000    | 2001    | 2002    | 2003    | 2005    | 2006    | 2007    | 2008    |
| ↘42 700 | ↘42 300 | ↘42 000 | ↘38 535 | ↘38 500 | ↘37 700 | ↘37 300 | ↘37 000 | ↘36 900 |
| 2009    | 2010    | 2011    | 2012    | 2013    | 2014    | 2015    | 2016    | 2017    |
| ↘36 546 | ↘35 485 | ↘35 384 | ↘34 692 | ↘34 339 | ↘33 836 | ↘33 638 | ↘33 587 | ↘33 364 |
| 2018    | 2019    | 2020    | 2021    |         |         |         |         |         |
| ↘33 043 | ↘32 754 | ↘32 671 | ↗34 491 |         |         |         |         |         |

Население на 1 января 2019 года составляет 32 754 человека.
На 1 января 2025 года по численности населения город находился на 456-м месте из 1124 городов Российской Федерации.

## Экономика
Значительное количество населения занято на предприятиях железнодорожного транспорта станции Тайшет ВСЖД (вагонное ремонтное и эксплуатационное депо, локомотивное депо, шпалопропиточный завод и другие предприятия).
Также в городе работают следующие промышленные предприятия:
- ОАО «Тайшетский завод по ремонту дорожно-строительных машин» (в 2012 году был признан банкротом);
- ООО «Строительное многопрофильное предприятие № 621»;
- предприятия пищевой промышленности;
- предприятия лесной отрасли.

В 2007 году на промышленной площадке в Тайшете компания «Российский алюминий» начала строительство Тайшетского алюминиевого завода мощностью 750 тыс. тонн в год. Стоимость проекта оценивалась в сумму около $2 млрд. Ввод в строй первой очереди первоначально был намечен на 2009 год, позже был перенесён на 2011 год. По состоянию на июль 2009 года готовность первого пускового комплекса завода оценивалась в 60 %. В 2012 году было объявлено о том, что запуск завода будет осуществлён только во второй половине 2014 года. В декабре 2021 года в режиме комплексного опробования запущена первая очередь Тайшетского алюминиевого завода.

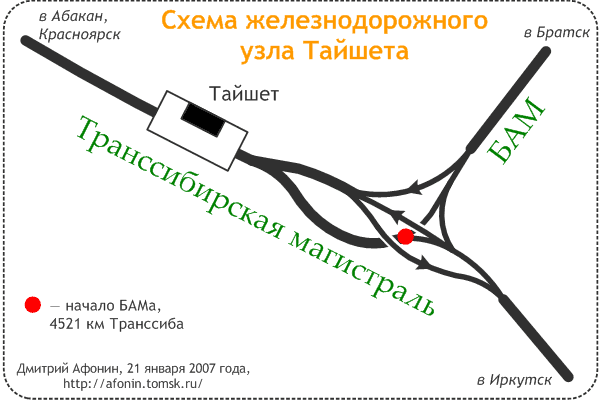
Схема железнодорожного узла

## Транспорт
В Тайшете расположен железнодорожный узел и крупная внеклассная сортировочная станция, в которой сходятся магистрали четырёх направлений. С запада на восток проходит Транссибирская магистраль, в Тайшете начинается Байкало-Амурская магистраль (первый километр Байкало-Амурской магистрали находится именно в Тайшете), в южном направлении расположена Южно-Сибирская магистраль, связывающая БАМ с Кузбассом, Алтаем, Северным и Центральным Казахстаном, а также с Южным Уралом (заканчивается в Магнитогорске).
В непосредственной близости от города проходит автомобильная дорога федерального значенияР255 Сибирь. На станции Тайшет останавливаются все поезда дальнего следования, кроме международных, следующих в сообщении «Москва — Улан-Батор» и «Москва — Пекин».
Тайшет — начальная точка Восточного нефтепровода (в городе расположена нефтеперекачивающая станция).

#### Аэропорт
«… „Русал“ намерен построить аэропорт в г. Тайшете, где находится его новый завод, запущенный в декабре 2021 года».

## Образование

### Школы
- Средняя общеобразовательная школа № 1 им.Николая Островкого
- Средняя общеобразовательная школа № 2
- Средняя общеобразовательная школа № 5
- Средняя общеобразовательная школа № 14
- Средняя общеобразовательная школа № 23
- Средняя общеобразовательная школа № 85
- Частное общеобразовательное учреждение РЖД лицей № 12
- Специальная (коррекционная) школа-интернат № 19

### Техникумы
- Тайшетский медицинский техникум[33]
- Тайшетский промышленно-технологический техникум[34]

## Культура

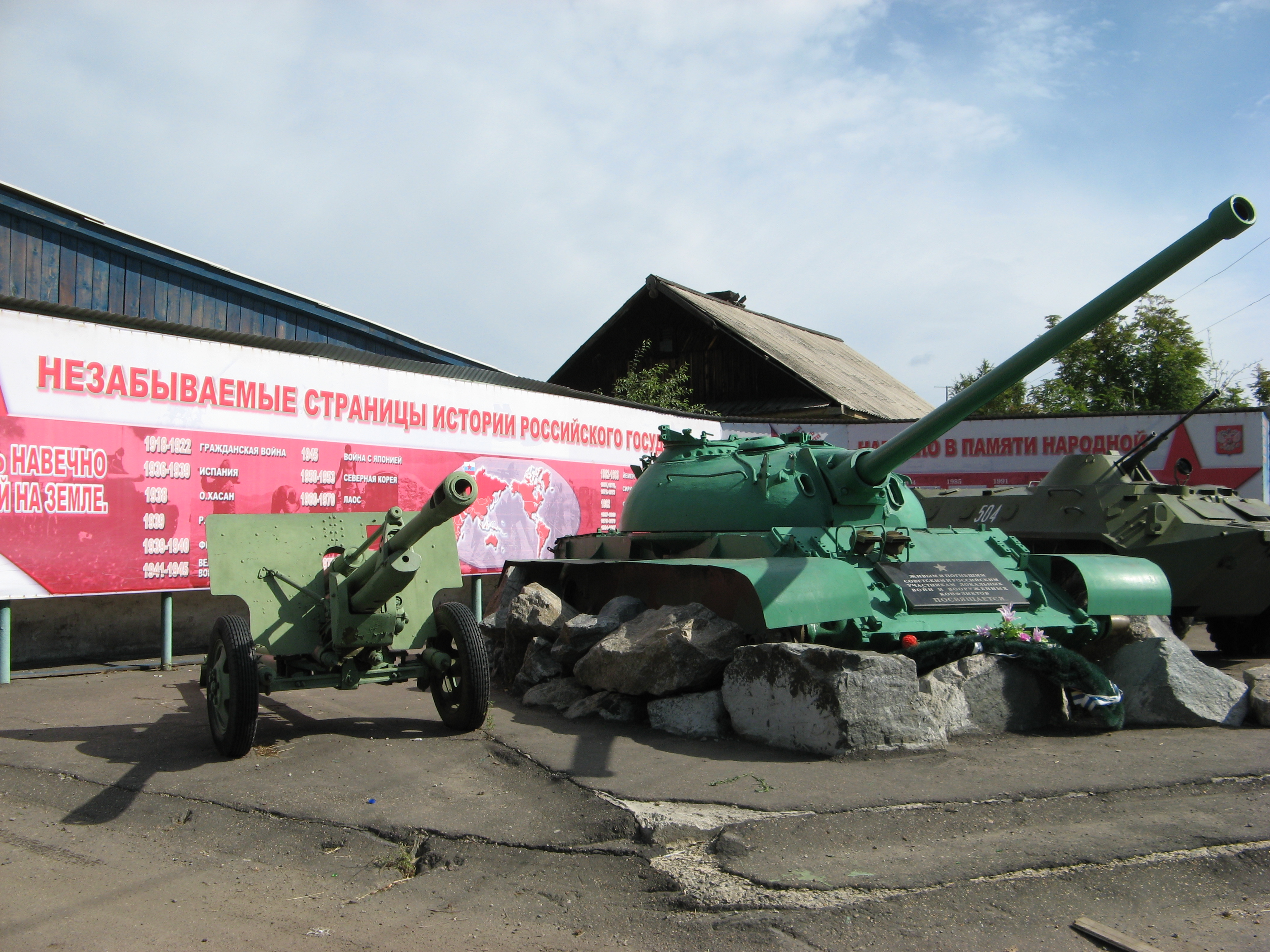
Памятник перед краеведческим музеем

В городе действует краеведческий музей, в котором представлена небольшая экспозиция, повествующая об истории края и основных событиях города. Рядом с музеем установлены несколько боевых орудий.
В городе располагаются православный Петропавловский храм и мусульманская мечеть.

## Архитектура
Часть города, расположенная к северу от железнодорожного вокзала, застроена кирпичными многоквартирными домами не выше пяти этажей. К югу от железнодорожного вокзала город представлен деревянной застройкой в один-два этажа.
В городе сохранилось несколько сооружений дореволюционной постройки, например, водонапорная башня.

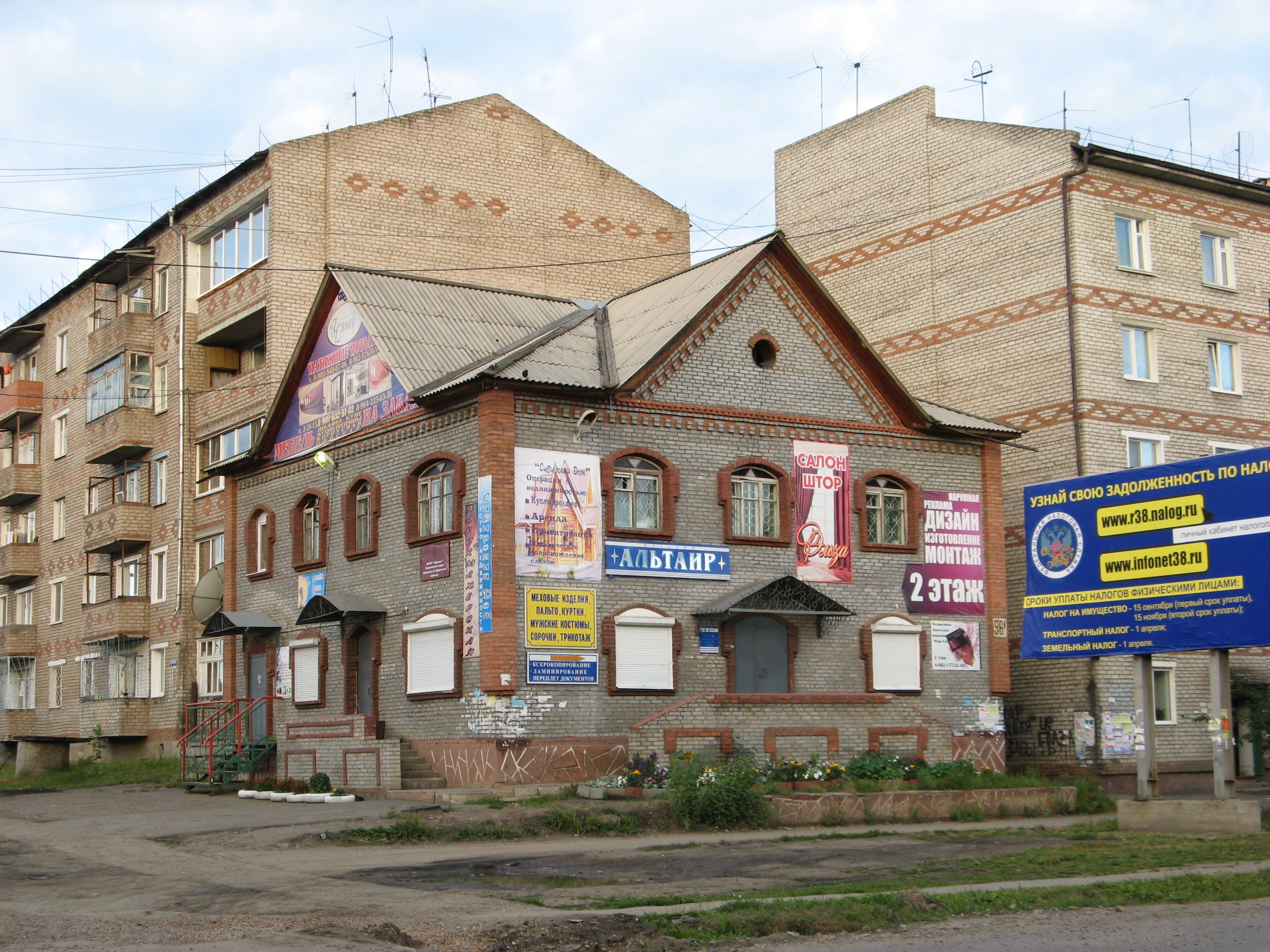
Застройка северной части города
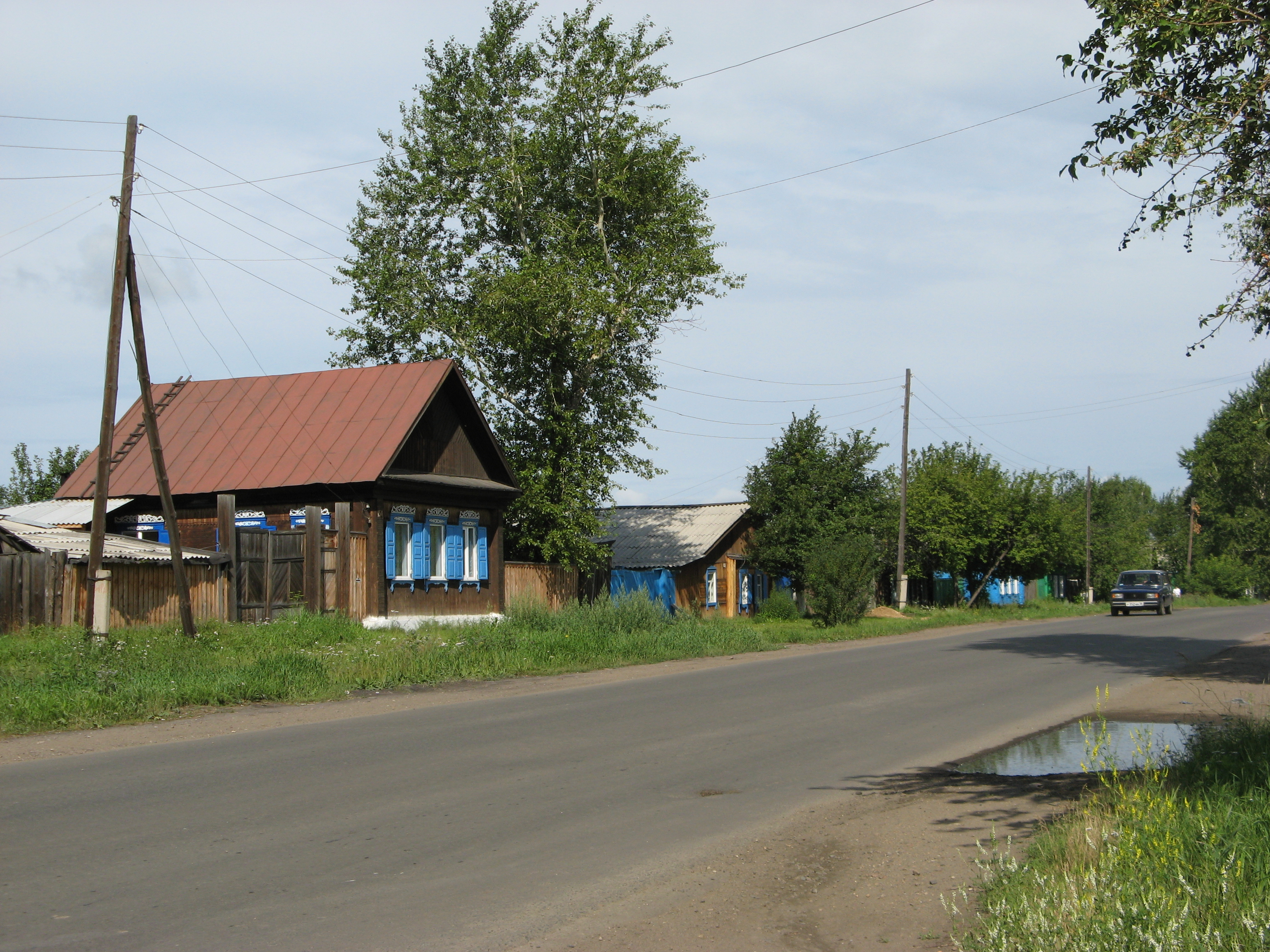
Застройка южной части города
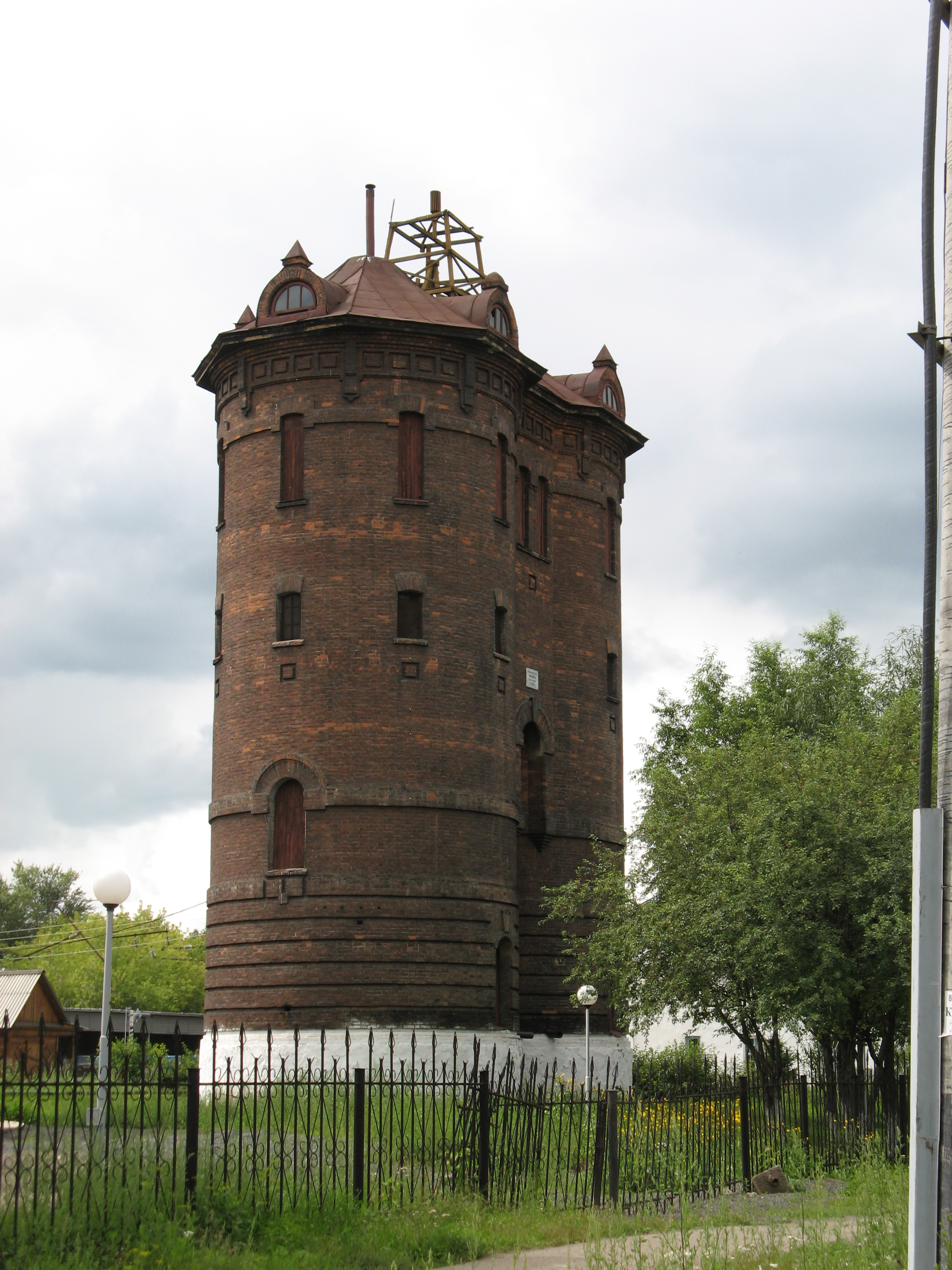
Старая водонапорная башня
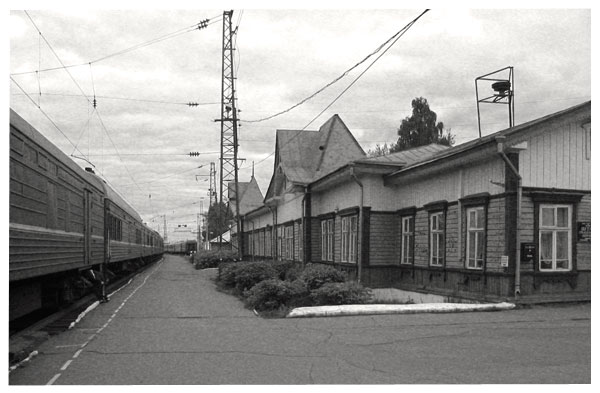
Старый железнодорожный вокзал (снесён)

## Известные уроженцы и почётные граждане
- Олег Ларионов (1950—1991) — подполковник советской армии, награждён посмертно орденом Красной Звезды[35][36].
- Владилен Летохов (1939-2009) – советский и российский физик-теоретик, пионер лазерной физики, в частности – метода лазерного охлаждения атомов
- Татьяна Воронова - Бывший руководитель Аппарата Государственной думы с 2016 по 2021 год
- Виктор Королёв – Советский и российский певец, поэт и композитор, исполнитель русского шансона, актёр. Лауреат премий «Шансон года».
- Ямиль Мустафин (1927-2021) – башкирский и советский прозаик, переводчик. Член союза писателей СССР (с 1971) и высшего творческого совета Союза писателей России, президиума Литфонда Союза писателей. Заслуженный работник культуры Башкирской АССР
- Гелий Жеребцов — советский и российский радиофизик, доктор физико-математических наук (1983), член-корреспондент АН СССР (1990), академик РАН (1997), иностранный член Китайской академии наук (2021).
- Николай Пахотищев (1919-1980) — Герой Советского Союза, участник Великой Отечественной войны.